# Dorfkirche Stralendorf

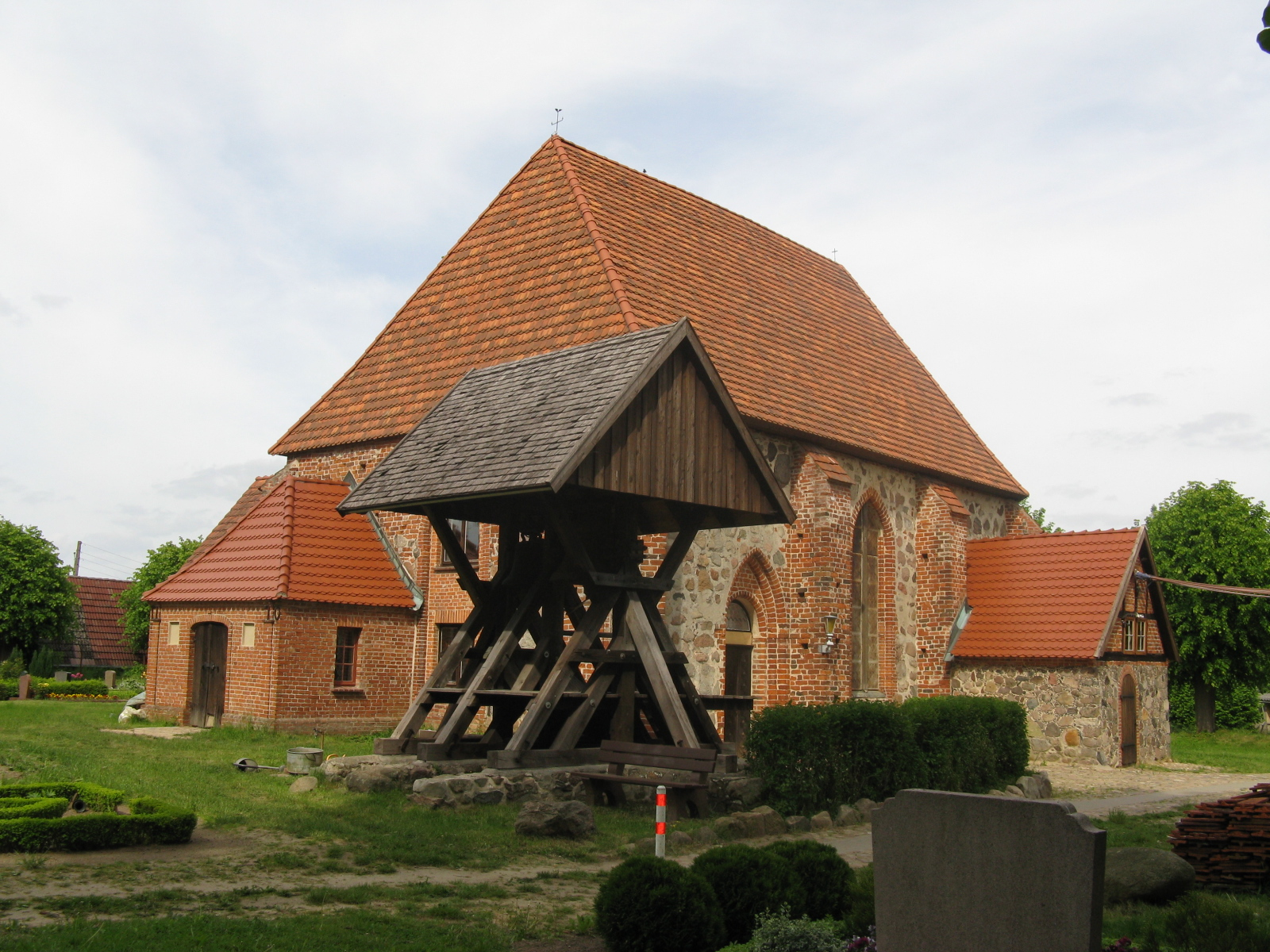
Dorfkirche Stralendorf

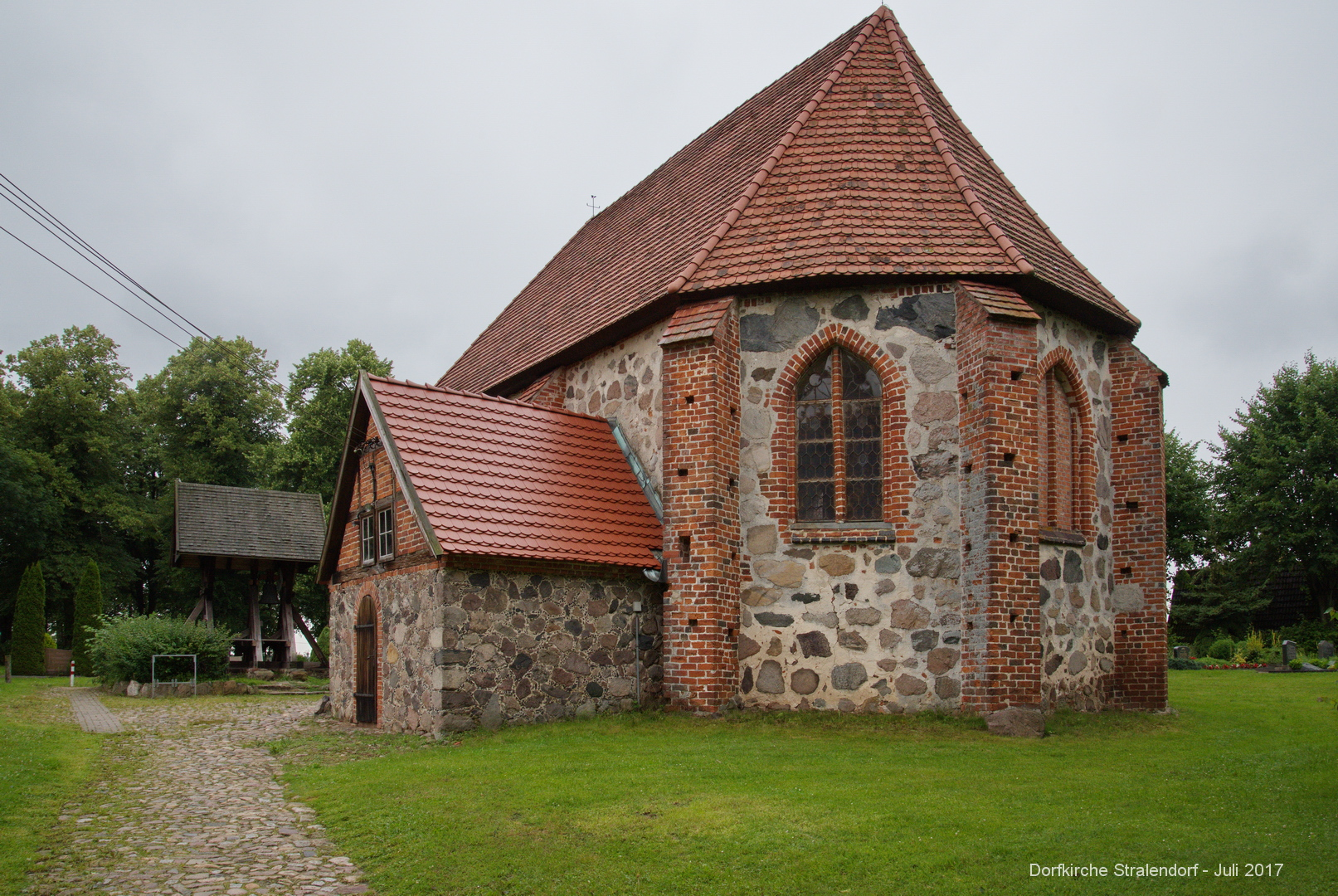
Ansicht von Osten

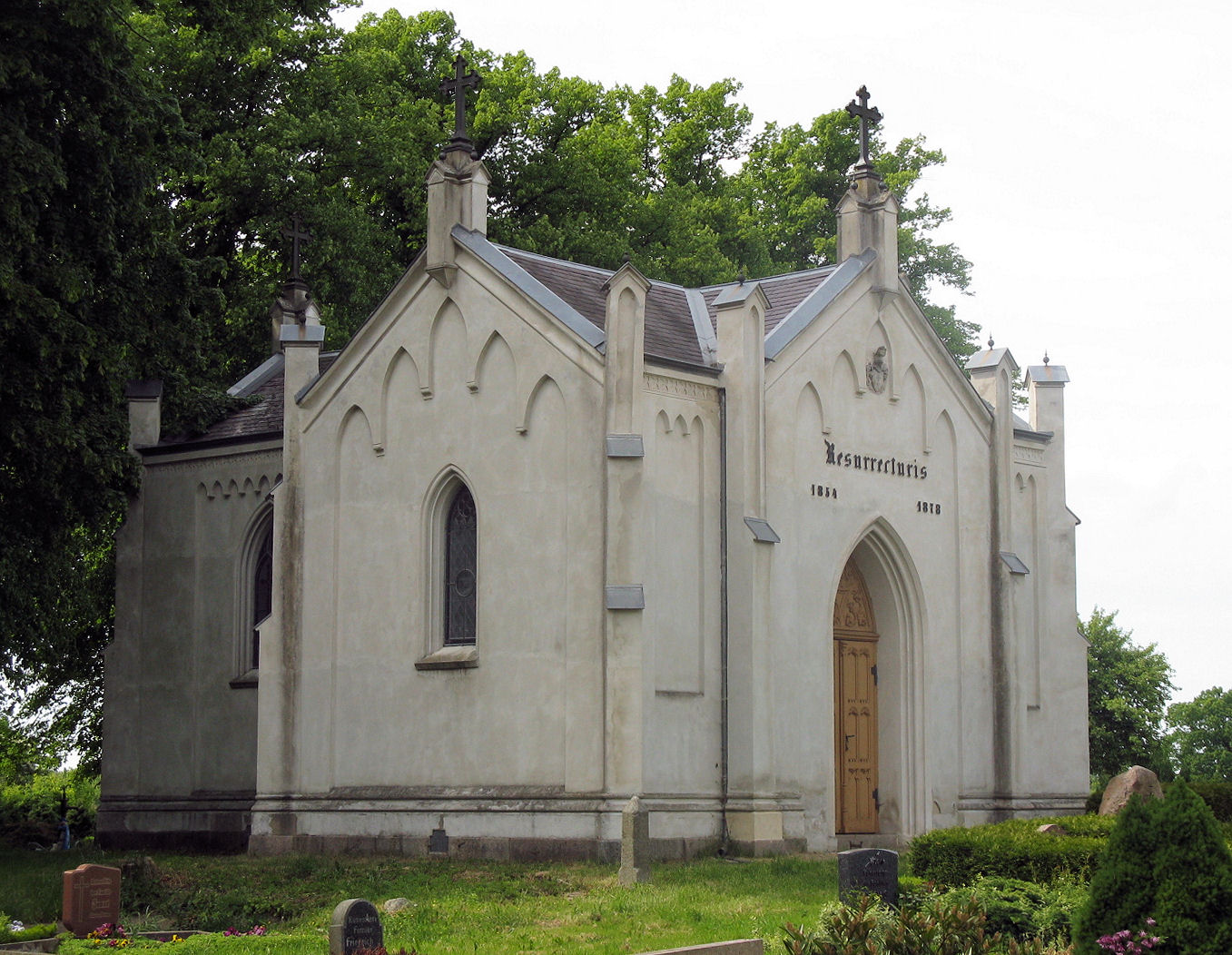
Schack-Mausoleum Stralendorf

Die evangelische Dorfkirche Stralendorf ist eine spätgotische Saalkirche aus Feldstein- und Backsteinmauerwerk in Stralendorf im Landkreis Ludwigslust-Parchim in Mecklenburg-Vorpommern. Sie gehört zur Kirchengemeinde Stralendorf-Wittenförden in der Propstei Wismar im Kirchenkreis Mecklenburg der Evangelisch-Lutherischen Kirche in Norddeutschland (Nordkirche).

## Geschichte und Architektur
Die Dorfkirche Stralendorf ist eine schlichte, turmlose, flachgedeckte Saalkirche mit zweiteiligen Spitzbogenfenstern und dreiseitigem Ostschluss aus der Mitte des 15. Jahrhunderts. Sie ist auf Wölbung angelegt, wie Strebepfeiler und Schildbögen im Innern beweisen. In nachmittelalterlicher Zeit wurden im Norden und Westen Grabkapellen (die westliche von 1770) sowie im Süden eine Vorhalle angebaut. Die zwei Glocken sind in einem hölzernen Glockenstuhl im Südwesten der Kirche aufgehängt. Die Grabkapellen dienten als Grablegen derer von Schack und der Amtmannsfamilie Wachenhusen aus Walsmühlen. Im Jahr 2005 wurden erhebliche Verformungen des Dachstuhls infolge von schadhaften Schwellen, Deckenbalken und Sparren festgestellt. Am südlichen Anbau wurden Setzungen infolge von Regenwasseranfall konstatiert.

## Ausstattung
Das Hauptstück der Ausstattung ist ein barocker Altaraufsatz aus der Mitte des 18. Jahrhunderts mit einem Abendmahlsrelief in der Predella und einem von Allegorien des Glaubens und der Hoffnung zwischen Säulen flankierten Kreuzigungsgemälde im Hauptfeld. Auf dem Gebälk ist eine Engelsglorie mit dem Auge der Vorsehung angeordnet, die von einem triumphierenden Christus bekrönt wird. Ein schlichter, ursprünglich nicht zugehöriger Kanzelkorb dient als Lesepult. Ein maßwerkverzierter achteckiger Taufstein ist im 19. Jahrhundert entstanden.
Die von Säulen getragene, überdimensionale Herrschaftsempore mit Allianzwappen ist auf das Jahr 1754 datiert. Ein Gemälde der Grablegung Christi aus dem Jahr 1858 wurde durch Friedrich Lange geschaffen. Mehrere Kabinettscheiben mit Wappen vervollständigen die Ausstattung.
Die Orgel von Friedrich Wilhelm Winzer aus dem Jahr 1856 mit sechs Registern auf einem Manual und Pedal wurde in das Orgelmuseum Malchow umgesetzt. Seitdem dient eine Orgel der Firma Kemper Orgelbau von 1965 aus Rickling in Schleswig-Holstein als Musikinstrument.

## Umgebung
Die Kirche ist von einem mit Feldsteintrockenmauer umfriedeten Friedhof umgeben. Das westlich der Kirche gelegene Mausoleum der Familie von Schack ist ein neugotischer Putzbau von 1854, der von Heinrich Thormann entworfen und 1878 durch ihn erweitert wurde. Es beherbergt die Grabstätte des Literaturhistorikers, Mäzens und Gründers der Münchner Schack-Galerie, Adolf Friedrich von Schack.